# Lhok Pawoh (Sawang)
Lhok Pawoh is een bestuurslaag in het regentschap Aceh Selatan van de provincie Atjeh, Indonesië. Lhok Pawoh telt 1530 inwoners (volkstelling 2010).